# Lars Emil Johansen
Lars Emil Johansen (*24. září 1946, Illorsuit) je grónský politik za stranu Siumut. V letech 1991 až 1997 stál v čele grónské vlády.

## Životopis

### Mládí a studia
Lars Emil Johansen se narodil 24. září 1946 jako mladší syn bývalého státního rady Kristiana Johansena (1915–1958) a porodní asistentky Elisabeth Johansenové (rozené Henningsenové) (1907–1993) Je vnukem Johana Henningsena (1876–1952). Po otcově brzké smrti se rodina v roce 1958 přestěhovala do Uummannaqu. Protože oba jeho rodiče zasedali v zemské radě, byl Lars-Emil již v dětství a mládí politicky ovlivňován. V roce 1970 složil učitelskou zkoušku v Grónském semináři v Nuuku. Poté začal pracovat jako učitel v Nuuku.

### Politická kariéra

#### Grónská zemská rada a Folketing
V roce 1971 kandidoval ve volbách do Grónské zemské rady a byl zvolen, přestože mu bylo pouhých 24 let. Ve stejném roce začal spolu s Jonathanem Motzfeldtem a Mosesem Olsenem budovat hnutí za nezávislost nazvané Sujumut. V tom samém roce co byl prvním náhradníkem za Mosese Olsena ve volbách do Folketingu. O dva roky později sám kandidoval ve volbách do Folketingu a byl zvolen. Byl opětovně volen do Folketingu v letech 1975 a 1977. V roce 1977 se Sujumut stal stranou Siumut a Lars Emil se stal tajemníkem strany, poté místopředsedou a v letech 1979–1980 krátce předsedou.

#### Grónský parlament
V roce 1979 byla i díky významné aktivitě Johansena konečně zaveden grónská samospráva. Ve stejném roce kandidoval v prvních parlamentních volbách a byl zvolen do Grónského parlamentu. Byl druhým nejmladším poslancem. Ve svých 32 letech byl jmenován ministrem hospodářství ve první Motzfeldtově vládě. Ve volbách v roce 1983 byl znovu zvolen a následně jmenován ministrem rybolovu, obchodu a průmyslu v druhé Motzfeldtově vládě.
Po volbách v roce 1984 se opět stal ministrem rybolovu, obchodu a průmyslu v třetí vládě Jonathana Motzfeldta. V únoru 1986 z vlády odstoupil. Při této příležitosti byl jmenován do čela střední školy Sulisartut Højskoliat. V květnu 1986 se ze stejného důvodu vzdal i poslaneckého mandátu.
O necelý rok později si jako ředitel Sulisartut Højskole vzal dovolenou před parlamentními volbami, aby se mohl soustředit na volební kampaň. Byl úspěšně zvolen znovu. Protože však Siumut pod vedením šéfa vlády Jonathana Motzfeldta poprvé získal méně než 40 % hlasů a dokonce skončil těsně druhý za Atassutem, vznikl ve straně boj o moc, který požadoval, aby Jonathan Motzfeldt nepokračoval v čele vlády a aby ho v čele strany nahradil Lars Emil Johansen. S podporou Inuit Attaqatigiit se Jonathanu Motzfeldtovi podařilo zůstat v čele vlády, nicméně v srpnu 1987 jej Lars Emil Johansen připravil o křeslo předsedy strany. V roce 1988 se vzdal funkce ředitele Sulisartut Højskoliat.

#### Předseda vlády
V parlamentních volbách 5. března 1991 získal Lars Emil Johansen 957 hlasů v lidnatějším volebním obvodu Střední Grónsko a Jonathan Motzfeldt 916 hlasů v obvodu Jižní Grónsko. Po volbách nebylo jasné, kdo bude zemi vést. Opět došlo k boji o moc a bylo rozhodnuto, že mezi dosavadním předsedou a předsedou strany rozhodne sjezd strany Siumut ve dnech 16. a 17. března 1991. Hlasovat mohlo 18 členů sboru a výkonného výboru strany. Hans Pavia Rosing oznámil svůj úmysl hlasovat pro Jonathana Motzfeldta, ale nemohl se dostavit a jeho zástupce Benedikte Thorsteinsson hlasoval pro Johansena, který tak vyhrál volby poměrem hlasů deset ku osmi. Johansen po svém zvolení do čela vlády vytvořil koalici s Inuit Ataqatigiit. Jeho první kabinet zahrnoval pět ministrů ze strany Siumut a dva ministry z Inuit Attaqatigiit.
V parlamentních volbách v roce 1995 byl znovu zvolen a navzdory předchozí uspokojivé spolupráci s Inuit Ataqatigiit po volbách překvapivě vytvořil koalici s Atassut. V jeho druhém kabinetu zasedlo pět ministrů ze Siumutu a dva ministři z Atassutu. 19. září 1997 Lars Emil Johansen nečekaně rezignoval na funkci předsedy vlády a stal se místopředsedou Královského Grónska. Současně se vzdal i poslaneckého mandátu. Jeho předchůdce ve funkci, Jonathan Motzfeldt, ho opět nahradil v čele strany a vlády.

#### Návrat do politiky
V roce 2001 se vzdal vedoucího postu v Královském Grónsku a vrátil se do politiky. V roce 2001 kandidoval ve volbách do Folketingu a byl do něj po 22 letech znovuzvolen. V roce 2005 byl znovuzvolen ve volbách do Folketingu. V témže roce kandidoval také v parlamentních volbách 2005 a po osmileté absenci byl také znovuzvolen do Grónského parlamentu. Poté, co Inuit Ataqatigiit na konci dubna 2007 opustili koalici Hanse Enoksena, byl 1. května Lars-Emil Johansen jmenován novým ministrem financí a zahraničních věcí ve Enoksenově vládě. V témže roce obhájil své křeslo ve Folketingu. 30. května musel opustit vládu a nahradila jej v čele resortu Aleqa Hammondová.
V parlamentních volbách v roce 2009 již nekandidoval. V roce 2011 nekandidoval ve volbách do Folketingu a 40 let po svém prvním zvolení do zemské rady oznámil odchod do politického důchodu. Výslovně vyloučil, že by v příštích parlamentních volbách znovu kandidoval.
Na žádost svých stranických kolegů přesto kandidoval v parlamentních volbách v roce 2013 a byl znovu zvolen do Inatsisartutu. Po volbách byl zvolen předsedou parlamentu. V parlamentních volbách v roce 2014 obhájil poslanecký mandát a stal se opět předsedou parlamentu. 8. února 2017 byl zvolen předsedou nové ústavní komise, což vedlo ke kritice kvůli jeho pozici předsedy parlamentu, a proto se 8. března 2017 dobrovolně této funkce vzdal. Od listopadu 2017 do ledna 2018 byl na zdravotní dovolené kvůli operaci srdce. V roce 2018 definitivně ukončil politickou kariéru.

## Členství v institucích
Lars Emil Johansen byl během své kariéry členem mnoha dozorčích rad. V letech 1971–1975 byl předsedou představenstva společnosti Atuagagdliutit. V letech 1973–1975 byl členem dozorčí rady společnosti Grønlandsfly. V letech 1986 až 1991 byl předsedou dozorčí rady společnosti Grønlandsfly a také členem dozorčí rady Akviziční nadace Grønlandsbanken. V letech 1988 až 1991 byl předsedou dozorčí rady společnosti Royal Greenland (Královské Grónsko). V letech 1997 až 2001 byl členem dozorčí rady společnosti Mercuri Urval Greenland a v letech 2000 až 2004 společnosti Sulisa, od roku 2002 jako předseda.
V letech 1998 až 2007 byl předsedou představenstva společnosti Ice Trawl Greenland a v letech 1999 až 2013 (s krátkou přestávkou v roce 2007) předsedou představenstva společnosti Upernavik Seafood. V letech 1999-2002 byl také předsedou Rady pro alkohol a drogy a v letech 2001-2006 předsedou organizace Den Grønlandske Havfiskeri og Eksport Sammenslutning (APK). V letech 2009 až 2011 byl předsedou představenstva společnosti Greenland Mining & Energy.